# Кабаев, Владислав Александрович
Владисла́в Алекса́ндрович Каба́ев (укр. Владислав Олександрович Кабаєв; 1 сентября 1995, Одесса) — украинский футболист, полузащитник киевского «Динамо» и сборной Украины.

## Биография

### Клубная карьера
Воспитанник СДЮШОР «Черноморец». В июле 2011 года стал игроком ФК «Черноморец». На профессиональном уровне дебютировал 23 июня 2011 года в матче второй лиги между «Черноморцем-2» и плисковской «Еднистью». В сентябре того же года был переведён в молодёжную команду «Черноморца», где сразу же стал одним из основных игроков.
В первой команде «Черноморца» дебютировал 7 августа 2014 в матче Лиги Европы против хорватского «Сплита», заменив на 90-й минуте Евгения Зубейко. 23 августа все того же года провёл первый поединок в Премьер-лиге, выйдя вместо Виталия Балашова на заключительные 4 минуты в игре против киевского «Динамо». С февраля следующего года стал игроком основного состава «моряков». Учитывая состояние «Черноморца» после ухода многих ключевых исполнителей и тренера Григорчука, номинальный форвард Кабаев больше времени и работы проводил в полузащите, преимущественно на правом фланге, разрываясь между попытками созидать и сдерживать атакующие действия в матчах против серьёзных команд. Перед началом следующего сезона был избран вице-капитаном «Черноморца».
В декабре 2014 года подписал новый четырёхлетний контракт с клубом.

### Карьера в сборной
В январе 2012 года был впервые вызван в ряды юношеской сборной Украины (U-17), однако провёл на поле считанные минуты и закрепиться в составе «жёлто-синих» не сумел.
Осенью 2014 сумел вернуться в юношескую сборную, которая готовилась к участию в чемпионате мира 2015 среди молодёжных команд (U-20). В мае 2015 попал в окончательную заявку команды на турнир.
7 сентября 2024 года дебютировал за национальную сборную Украины в матче Лиги наций УЕФА 2024/2025 против сборной Албании.

## Достижения
«Заря» (Луганск)
- Бронзовый призёр чемпионата Украины (2): 2019/20, 2020/21.
- Финалист Кубка Украины: 2020/21

«Динамо» (Киев)
- Чемпион Украины: 2024/25
- Серебряный призёр чемпионата Украины: 2023/24